# 1359
| 1359               |
| ------------------ |
| Dødsfald - Fødsler |
|                    |

| Gregoriansk kalender | 1359 MCCCLIX            |
| Ab urbe condita      | 2112                    |
| Armensk kalender     | 808 ԹՎ ՊԸ               |
| Kinesiske kalender   | 4055 – 4056 戊戌 – 己亥 |
| Etiopisk kalender    | 1351 – 1352             |
| Jødisk kalender      | 5119 – 5120             |
| Hindukalendere       |                         |
| - Vikram Samvat      | 1414 – 1415             |
| - Shaka Samvat       | 1281 – 1282             |
| - Kali Yuga          | 4460 – 4461             |
| Iransk kalender      | 737 – 738               |
| Islamisk kalender    | 760 – 761               |

Konge i Danmark: Valdemar 4. Atterdag 1340-1375
Se også 1359 (tal)

## Dødsfald
- 21. juni - Erik Magnusson af Sverige, svensk rivalkonge til sin far Magnus Eriksson
- 13. november - Ivan 2. af Moskva, storhertug af Moskva (født 1326)[1]